# Alabama (New York)
Alabama è un comune degli Stati Uniti d'America, situato nello stato di New York, nella contea di Genesee.